# Svojšice (Pardubice)
Svojšice é uma comuna checa localizada na região de Pardubice, distrito de Pardubice.